# 譚伯葉
譚伯葉 (Tam Pak Yip，1908年—1983年5月10日)，廣東省開平縣人，香港電影製片商會理事長、香港音樂曲藝協會常務理事。譚伯葉在廣州培正中學讀書，一生大部分時間在組織灌錄唱片，尤其經手大量粵劇、曲藝和廣東音樂。曾參加省港大罷工；九一八事變後，主持灌錄流亡三部曲《松花江上》、《保家鄉》、《歸不得家鄉》等數十張愛國唱片。1983年由香港返回廣州，因病進入廣州中山醫學院附屬第一醫院，搶救無效在1983年5月10日(星期二) 凌晨2時逝世，享齡75歲。1983年5月16日(星期一)上午在廣州殯儀館舉行追悼會，250多人參加。

## 學生
- 秦小梨、鳳凰女、黃金愛、黃超武、蘇少棠、何驚凡等粵劇紅伶都曾經跟過譚伯葉研究深造粵劇唱腔[2]。

## 官非
- 譚伯葉居住在九龍旺角通菜街32號地下，在1952年3月14日於香港島中環街市附近毆打音樂家梁以忠(粵劇艷旦梁素琴的父親) ，他聘請高福永律師代表在1952年3月17日(星期一)下午向中央裁判署否認控罪[3]。

## 部分譚伯葉演出的電影
1. 粵語文藝片《再折長亭柳》(1948年12月，飾演張子強經理)。

## 部分譚伯葉演唱的粵曲
1. 《客途秋恨》(上卷及下卷)：譚伯葉獨唱
2. 《鴻運當頭》：譚伯葉與趙蘭芳合唱
3. 《穆桂英》：譚伯葉與肖麗章合唱
4. 《中國青年》：譚伯葉與關影憐合唱
5. 《一對好夫妻》：譚伯葉與羅慕蘭合唱
6. 《儂本多情》：譚伯葉與徐人心合唱
7. 《滿園春色》之《論婚》：譚伯葉與新月兒合唱

## 外部連結
- 香港電影資料館有關譚伯葉參予的電影記錄[永久]
- 香港影庫：譚伯葉（页面存档备份，存于）